# 勇敢な猟犬
「勇敢な猟犬」（ゆうかんなりょうけん、原題：The Wetback Hound）は1957年のアメリカ合衆国のドキュメンタリー映画。

## スタッフ
- 製作 - ウォルト・ディズニー、ロイ・O・ディズニー
- 音楽 - ウィリアム・ラヴァ
- プロデューサー・監督 - ラリー・ランズバーグ
- 制作 -  ウォルト・ディズニー・プロダクション
- 配給 - ブエナ・ビスタ・ディストリビューション